# Selcha
Selcha war eine Einöde innerhalb der oberbayerischen Kreisstadt Starnberg. Das Bayerische Landesamt für Statistik führt Selcha als eigenständigen Ortsteil Starnbergs. Gemeindepolitisch werden die Fluren des ehemaligen Gutshofes dem Starnberger Ortsteil Percha zugerechnet, zu dessen Verwaltungsbereich sie bis zur Eingemeindung am 1. Mai 1978 gehörten.

## Lage
Das ehemalige Gehöft Selcha lag auf einem Moränenhügel südlich der Olympiastraße (Staatsstraße 2065) unmittelbar östlich der Ortschaft Percha. Die gleichnamige Flur gehört zur Gemarkung Percha. Das Gebiet wird westlich vom Tal des Lüßbachs, südlich von den Fluren Harkirchens und östlich von Gut Buchhof begrenzt. Es liegt innerhalb des Landschaftsschutzgebiets Starnberger See – Ost.

## Geschichte
Selcha gehörte neben Buchhof, Schorn und Heimathshausen zu den vier großen östlich von Starnberg gelegenen Gutshöfen, die bis zur Säkularisation im Besitz des Klosters Schäftlarn waren. 1204 wird Selcha als „Selachen“ erstmals erwähnt. Anlass war die Übergabe des Gehöfts an das Kloster durch den Stifter Heinrich von Wadlhausen (heute Ortsteil von Icking). Eine Grundbeschreibung von 1593 gibt Einblick in die Ausstattung des Hofes. An Gebäuden waren damals ein Holzhaus mit anhängendem Stadel, Stallung und Tennen, eine Badstube und ein Backhaus sowie eine Wagen- und eine Holzhütte vorhanden. Diese Gesamtanlage wurde während des Dreißigjährigen Krieges bei einem Durchmarsch schwedischer Truppen 1632 völlig vernichtet.
Im Zuge der Säkularisation ging Selcha 1803 mit einem Landbesitz von fast 86 Hektar in den Besitz des Kurfürstentums Bayern über. Aus einer Volkszählung geht hervor, dass es 1875 auf dem Gut ein Wohngebäude und ein Gebäude für landwirtschaftliche Arbeiter gab, in denen 13 Personen lebten. In den Stallungen war ein Viehbestand von 5 Pferden, 21 Milchkühen und 99 Schweinen vorhanden.
1894 hatte der aus einer Münchner Industriellenfamilie stammende Paul von Maffei die Gelegenheit, Selcha käuflich zu erwerben. Die Bewirtschaftung des Gutsbetriebs, zu dem auch das Jagdrecht und ein Fischweiher gehörten, erlebte unter ihm eine erhebliche Veränderung. Im Vordergrund stand eine angestrebte höhere Wirtschaftlichkeit des Gehöfts. Dazu wurden die alten Eichenwälder gewinnbringend abgeholzt, da Hartholz zur Herstellung von Eisenbahnschwellen sehr begehrt war. Für die ackerbauliche Produktion war ein erfahrener Verwalter, für die Viehwirtschaft ein Schweizerehepaar verantwortlich.
Nach seinem Tode fiel der Hof 1914 an seinen Bruder Guido von Maffei, der aufgrund einer Familienstiftung auf dem benachbarten Gut Buchhof ansässig war. Mit dem nächsten Erbfall – 1922 an Paul von Klenze – begann mit Verkäufen von landwirtschaftlich genutztem Grund die Zerstückelung des Gutes. Häufige Besitzerwechsel sorgten dafür, dass der einst stolze Selcherhof schlussendlich nur noch mit zwei Hektar Grund ausgestattet war. Einer der letzten Besitzer, die St. Josefskongregation im schwäbischen Ursberg, ließ Ende der 1970er Jahre die inzwischen völlig maroden Gutsgebäude abreißen. Seitdem erinnert an Selcha nur noch der Flurname und eine kleine Wegkapelle, die 1982 im Stil der alten Gutskapelle erbaut wurde.